# Simone Rebellin
Simone Rebellin (Lonigo, 19 juli 1970) is een Italiaans voormalig wielrenner die tussen 1993 en 1997 reed voor MG Maglificio, Polti en Française des Jeux. Hij is de oudere broer van toprenner Davide Rebellin.

## Overwinningen
1993
- Coppa San Geo

## Resultaten in voornaamste wedstrijden
| Jaar | Milaan-San Remo | Gent-Wevelgem | Luik-Bast.‑Luik |
| ---- | --------------- | ------------- | --------------- |
| 1995 |                 | 64e           | 16e             |
| 1997 | 118e            |               |                 |